# Netzahualcóyotl de la Vega
Netzahualcóyotl de la Vega García (Placeres del Oro, Guerrero, 18 de enero de 1931 - Ciudad de México, 6 de septiembre de 2004) fue un político, maestro, abogado y líder sindical mexicano, miembro del Partido Revolucionario Institucional, fue dos ocasiones diputado federal y dos senador de la República.
Fue miembro del PRI desde 1949, estudió en la Escuela Nacional de Maestros (1944-1948) y luego hizo la licenciatura en Derecho en la Escuela Nacional de Jurisprudencia de la UNAM (1948-1956). Fue hasta su fallecimiento el líder del Sindicato de Trabajadores de la Industria de la Radiodifusión, Televisión, Telecomunicaciones, Similares y Conexos de la República Mexicana (STIRTT) y miembro del Comité Ejecutivo Nacional de la Confederación de Trabajadores de México (CTM).
Su principal carrera política se dio en el ámbito legislativo, fue diputado federal por el XXXIV Distrito Electoral Federal del Distrito Federal a la LII Legislatura de 1982 a 1985, senador por Guerrero para las Legislaturas LIV y LV de 1988 a 1994 periodo durante el cual fue líder de la mayoría priista en la Cámara, nuevamente diputado federal por el III Distrito Electoral Federal de Guerrero en la LVI Legislatura de 1994 a 1997 y por segunda ocasión senador por Guerrero a las Legislaturas LVIII y LIX de 2000 a 2006, cargo que no concluyó debido a su fallecimiento el 6 de septiembre de 2004 por metástasis en hígado.